# أدولف فون باير

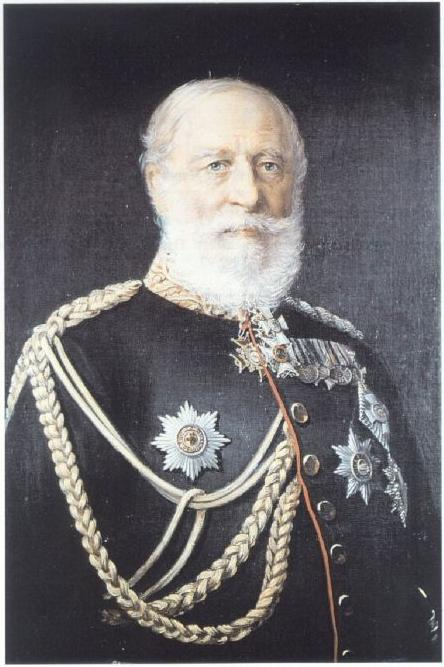
والد أدولف فون باير ، الملازم العام البروسي يوهان جاكوب باير ، عالم الجيوديسيا الشهير

أدولف فون باير (بالألمانية: Adolf von Baeyer) هو كيميائي ألماني ولد في 31 أكتوبر 1835 في برلين وتوفي في 20 أغسطس 1917.
وهو الذي قام بتوليف النيلة. ولد لأب مسيحي لوثري ولأم من أسرة يهودية تحولت للمسيحية.
درس الرياضيات والفيزياء في جامعة هومبولدت في برلين قبل أن يتجه إلى هايدلبرغ ليدرس الكيمياء وعمل فيها مؤقتاً حتى نال الدكتوراه من برلين سنة 1858.
ثم انتقل إلى جامعة غنت في بلجيكا، قبل أن يعود إلى ألمانيا ويعمل بروفسوراً في جامعة ميونخ.
أدولف فون باير هو أيضاً مكتشف الفينول فثالين.
أصبح عضوا أجنبيا في هيئة المجتمع الملكي في 10 ديسمبر 1885.
حصل على جائزة نوبل في الكيمياء لسنة 1905.

## روابط خارجية
- أدولف فون باير على موقع الموسوعة البريطانية (الإنجليزية)
- أدولف فون باير على موقع إن إن دي بي (الإنجليزية)